# Metelectrona ahlstromi
Metelectrona ahlstromi és una espècie de peix de la família dels mictòfids i de l'ordre dels mictofiformes.

## Hàbitat
És un peix marí i d'aigües profundes que viu entre 0-2.000 m de fondària.

## Distribució geogràfica
Es troba a Xile.